# قانون تابش حرارتی کیرشهف

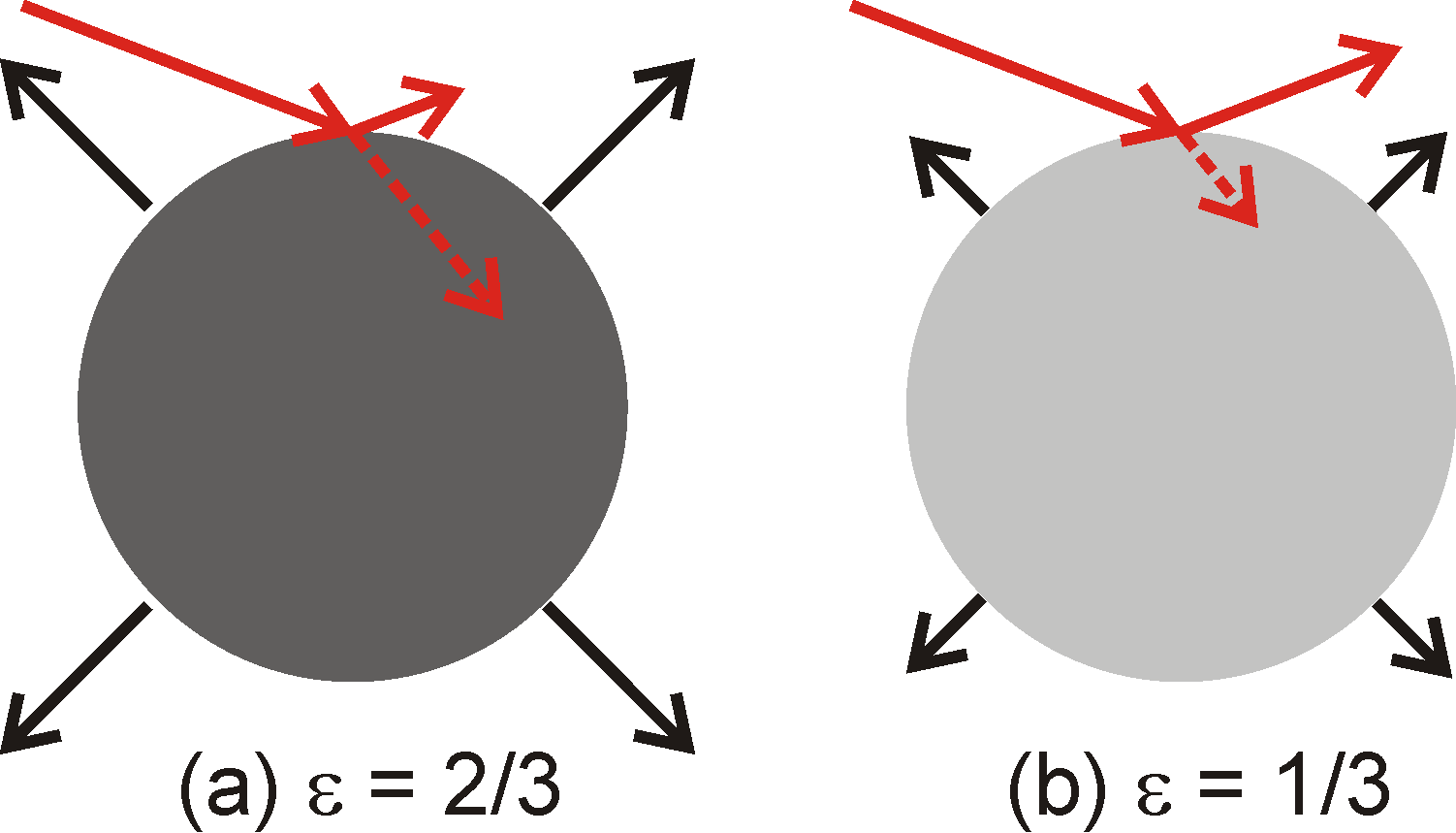
قانون تابش کیرشهف: (a) جسمی که به‌خوبی جذب می‌کند، به‌خوبی هم منتشرمی‌کند. (b) و برعکس

در مبحث انتقال گرما، قانون تابش حرارتی کیرشهف؛ (به انگلیسی: Kirchhoff's law of thermal radiation)، به طول موج ویژهٔ انتشار و جذب تابش توسط یک جسم مادی در تعادل ترمودینامیکی، از جمله تعادل تبادل تابش، اشاره دارد.
یک جسم در دمای T انرژی را به صورت انرژی الکترومغناطیسی منتشر می‌کند. یک جسم سیاه کامل در تعادل ترمودینامیکی، نسبت تمام نورهایی را که به آن می‌تابد، جذب می‌کند و انرژی را با توجه به یک قانون منحصر به فرد توان انتشار تابشی برای دمای T؛ جهانی برای تمام اجسام سیاه کامل منتشر می‌کند.
قانون کیرشهف می‌گوید:

برای یک ماده از مواد دلخواه، انتشار و جذب تابش الکترومغناطیسی حرارتی در هر طول موج در تعادل ترمودینامیکی، نسبت توان خروجی آن به ضریب جذب بدون بُعد آن برابر با یک عملکرد جهانیِ تنها «طول موج و دمای تابش» است. این تابع جهانی، قدرت تابشی جسم سیاه کامل را توصیف می‌کند.

- قانون جابجایی وین

1. 
2. 
3. 
4. 
5. 
6. 

- مشارکت‌کنندگان ویکی‌پدیا. «Kirchhoff's law of thermal radiation». در دانشنامهٔ ویکی‌پدیای انگلیسی، بازبینی‌شده در ۲۰ دسامبر ۲۰۱۷.